# Розбійники (п'єса)
«Розбійники» (нім. Die Räuber нім. вимова: [diː ˈʁɔʏbɐ] ( прослухати)) — перша драма німецького драматурга Фрідріха Шиллера, написана в 1781 році і поставлена в 1782 році.

## Історія створення
Перша драма Шиллера «Розбійники» створювалася в останні місяці перебування Фрідріха в академії Калсшуле. Він писав її уривками, здебільшого вночі. Творити йому доводилося в тяжких умовах академічної казарми, де заборонялася творчість, де навіть листи ретельно переглядалися. Писав їх під час занять або в лазареті, прикинувшись хворим, а написані сцени ховав у різних медицинських книгах. Поштовхом до написання послужило прочитане у 1777 році оповідання Даніеля Шубарта, поета, публіциста і композитора, про двох ворогуючих між собою братів і про замах одного з них на життя батька, якого рятує інший брат. Цією сюжетною канвою скористався Шиллер, але драматург увів у сюжет розбійників, показавши їх людьми поза законом, які, проте, діють справедливо. У 1781 році драма була завершена, а 13 січня 1782 року «Розбійники» були вперше показані на сцені Мангеймського театру. Вистава мала великий успіх. Герцог Вютемберзький, довідавшись про виставу, наказав посадити автора «Розбійників» на гауптвахту. До того ж він заборонив йому писати що-небудь, окрім творів з медицини. Потім пішли тріумфальні вистави в багатьох інших містах Німеччини. У 1781 році своїм коштом анонімно Фрідріх Шиллер друкує драму «Розбійники» накладом 800 примірників.

## Композиція
Драма «Розбійники» складається з п'яти дій, п'ятнадцяти сцен. На першій сторінці її Шиллер поставив слова: «Місце дії — Німеччина». У перших же сценах виникає гострий драматичний конфлікт. Експозиція і зав'язка дії дані Шиллером одночасно. Франц Моор планує зле проти свого брата Карла, хоче, щоб батько прокляв його і відмовив брату в спадщині. Карл Моор бачить у цьому новий прояв несправедливості і стає ватажком розбійницької ватаги. Ворожнеча братів ускладнюється суперництвом через кохання до Амалії, яка кохає Карла. Франц доходить до того, що хоче вморити батька голодом. Стрімкі події завершуються фіналом, у якому гинуть Франц, Амалія, старий Моор, а Карл відрікається від свого бунту.

## Дійові особи
- Граф фон Моор — батько Карла і Франца
- Карл — старший син графа, коханий Амалії
- Франц — молодший син графа
- Амалія фон Едельрейх.
- Шпігельберг, Швейцер, Грімм, Раман, Шуфтерле, Роллер, Косинський, Шварц — розбійники
- Герман — позашлюбний син дворянина
- Даніель — слуга графа фон Моора

## Тематика
Тематика драми — ворожнеча і ненависть між близькими людьми; відповідальність людини за свій вибір і свої вчинки
Основну думку вимовляє священик: немає більшого гріха, ніж батьковбивство і братовбивство. Карл у фіналі нарікає: «О, я дурень, який мріяв виправити світло злиднями і дотримуватися законів беззаконням!»
У передмові Шиллер зазначає, що його мета: «підглянути найпотаємніші порухи душі». Проблеми, що піднімаються в драмі — людські пристрасті: помста і зрада, наклеп старшого сина, горе обманутого батька, вибір Амалії, вірність слову.

## Сюжетні лінії
Події відбуваються в Німеччині протягом двох років. У родовому замку баронів фон Моор живуть батько, молодший син Франц і вихованка графа, наречена старшого сина, Амалія фон Едельрейх. Зав'язкою став лист, отриманий Францем від адвоката з Лейпцига, в якому розповідається про безпутнє життя Карла, студента Лейпцігського університету. Негарний горбатий Франц розпочинає плести підступні інтриги проти брата і батька.
У драмі дві сюжетні лінії. Перша сюжетна лінія пов'язана з інтригами Франца. Крок за кроком він наближався до своєї мети — стати повновладним господарем замку. Спочатку шляхом наклепу та обману він прибрав зі свого шляху старшого брата Карла і намагався зганьбити його перед нареченою Амалією. Потім змушував дівчину до шлюбу; брехливою звісткою про смерть Карла призвів старого батька до тяжкої хвороби. Франц запроторив немічного графа до вежі, де на того чекала голодна смерть. Коли ж він упізнав у загадковому відвідувачеві замку брата Карла, то дав слузі таємний наказ вбити його. Ця лінія закінчила смертю самого інтригана.
Друга сюжетна лінія — це лінія Карла Моора і розбійників. Через підступність Франца Карл залишався без засобів до існування. Його переслідували жандарми. У відчаї він пристає на пропозицію друзів і стає отаманом ватаги розбійників. Ф. Шиллер намагався перш за все зазирнути в душу персонажів, показати їхнє ставлення до подій та до власних вчинків. Утворі багато монологів, перш за все головних антагоністів — Карла і Франца.

## Герої
У драмі дві головні дійові особи: Карл Моор і Франц Моор. Перший — уособлення добра, другий — уособлення зла, що характерно для просвітницької літератури XVIII століття.
Карл — позитивний герой, студент університету, розумний і енергійний. Його улюблений письменник — Плутарх, автор історичних біографій людей античності. Але в реальному житті Карл не бачить можливості для героїчних вчинків: «Яскрава іскра Прометея згасла». Його гнітить заздрість, гноблення бідняків. Він вважає, що потрібно знищувати існуючі закони, які псують усе чесне. У нього шляхетні наміри, він мстить за обман і знущання над народом. Юнак ховається в Богемському лісі і стає ватажком розбійників. Карл Моор, графський син, грабує багатих і знатних і допомагає знедоленим. З такими волелюбними ідеалами Карл міг би бути народним трибуном і борцем за волю й демократію. Карл — «бурхливий геній», ідеаліст, який вірить у моральне удосконалювання особистості. Втративши кохану і батька, він розуміє, що злочинами світ не виправити і йде до багатодітного селянина, аби той здав його владі за тисячу луїдорів.
Франц Моор — негативний герой, егоїст, цинік, позбавлений честі і совісті. Франц наговорив на брата, і батько позбавив Карла спадщини. Він має дві таємні цілі: отримати все батьківське майно і одружитися на нареченій Карла. Мета життя Франца — задоволення своїх бажань. Ця людина вважає, що чесність — доля бідних. Франц Моор жадає грошей і влади, вважаючи, що немає перешкод для досягнення цих цілей. При необхідності він готовий рідного батька приректи на голодну смерть. Згодом його починають переслідувати кошмари, він усвідомлює, що за підступність його чекає пекло. Від страху Франц кінчає життя самогубством.

## Художні особливості
В основі драми «Розбійники» покладено принцип антитези, який поширюється на головних і другорядних персонажів.
Мова героїв насичена метафоричними зворотами і не уникає брутальних слів, які характеризують зображуване середовище. Такий стиль, емоційно схвильований і багатобарвний, якнайкраще передає бунтівні настрої Шиллера. Вислови героїв ґрунтуються найчастіше на біблійних сюжетах: історія Іакова і його дванадцяти синів тощо.
На гіперболізації характерів, згущенні барв, патетичному красномовстві великою мірою тримається трагічне напруження драми.

## Штюрмерські ідеї у драмі
У драмі Фрідріх Шиллер утілює актуальні ідеї штюрмерства:
- Гнівний протесту проти насильства
- Захист народних інтересів
- Культ героїв-бунтівників
- Утвердження сили і багатогранності людських почуттів
- Характерний дух бунтарства.

Персонаж Шиллера — духовно-сильний, має пристрасний характер, веде боротьбу з ворожим світом і з самим собою. Спочатку протест Карла Моора проти моральних норм свого століття зводився до того, що він вів вільне життя відчайдушного гуляки. Коли ж став отаманом розбійників, то мстив тиранам і мріяв перебудувати суспільство.